# Marciusz Moroń
Marciusz Marek Moroń (ur. 21 października 1969, zm. 20 sierpnia 2008) – polski poeta.
Ukończył psychologię na Uniwersytecie Jagiellońskim oraz studium scenariuszowe na Państwowej Wyższej Szkole Filmowej, Telewizyjnej i Teatralnej im. Leona Schillera w Łodzi (PWSFTviT) w Łodzi.
Jako poeta zaistniał dopiero jako trzydziestoczterolatek, kiedy uzyskał nominację do nagrody głównej konkursu im. Jacka Bierezina. Publikował wiersze w "Arteriach" i "Tyglu Kultury" w 2005 roku. Swój pierwszy tom wierszy nazwał „Krutkie serie”. Był współzałożycielem Koła Młodych przy łódzkim oddziale Stowarzyszenia Pisarzy Polskich.
Zajmował się także śpiewaniem, graniem, aktorstwem, prowadził zajęcia z jogi. Zagrał rolę epizodyczną w filmie "Z odzysku" Sławomira Fabickiego, który w 2008 roku był polskim kandydatem do Oscara.
19 sierpnia 2008, gdy Moroń jechał rowerem, Polonez Truck próbując wyprzedzać inne auto, wpadł w poślizg, uderzył w drzewo, a potem w Moronia. Rowerzysta został przewieziony do szpitala, gdzie zmarł następnego dnia. Obaj mężczyźni, którzy znajdowali się w pojeździe byli pijani. Jeden miał 0,29, drugi – 0,91 promila alkoholu we krwi. W grudniu 2008 Prokuratura Łódź-Polesie umorzyła sprawę z powodu „niewykrycia sprawcy” ze względu na brak możliwości ustalenia kierowcy samochodu. Po liście otwartym znajomych poety, nagłośnieniu przez media, a także odwołaniu się matki zmarłego prokuratura wznowiła sprawę. W styczniu 2013 sąd okręgowy uznał winę jednego z mężczyzn i wymierzył mu karę 6 lat pozbawienia wolności oraz dożywotni zakaz prowadzenia pojazdów.
Marciusz Moroń został pochowany na cmentarzu Starym Chojny.

## Duch roweru

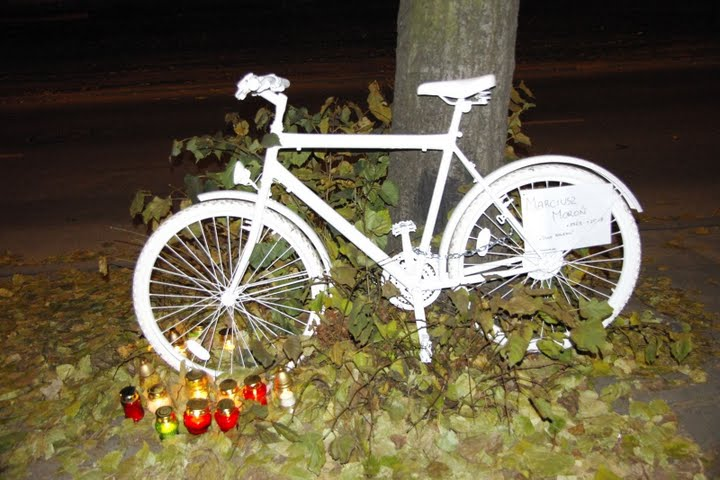
Pierwszy polski „Duch roweru” w Łodzi, ul. Srebrzyńska 1/3

W miejscu gdzie został potrącony Marciusz, 2 listopada 2009 roku został ustawiony Duch roweru. Na pomysł postawienia pomnika wpadł Wojtek Makowski z Fundacji Normalne Miasto – Fenomen, która organizowała Łódzką Masę Krytyczną. W uroczystości uczestniczyła matka zabitego Marciusza Moronia, a także jego znajomi oraz rowerzyści. Duch stanął przy bramie Starego Cmentarza (w miejscu gdzie doszło do wypadku). Podczas symbolicznego odsłonięcia organizatorzy zaapelowali o poprawę sytuacji na polskich drogach, które uznawane są za jedne z mniej bezpiecznych w całej Unii Europejskiej.